# Coco (AKA 7even)
Coco è un singolo del cantautore italiano AKA 7even, in collaborazione con il rapper italiano Biondo, pubblicato il 23 ottobre 2020.

## Descrizione
Il brano, scritto da entrambi gli artisti, è prodotto Max Elias Kleinschmidt, in arte Cosmophonix, e Tony Mendel.

## Tracce
Testi e musiche di AKA 7even e Simone Baldasseroni.
1. Coco – 2:28